# Paragonitis rufa
Paragonitis rufa är en fjärilsart som beskrevs av Bethune-Baker 1906. Paragonitis rufa ingår i släktet Paragonitis och familjen nattflyn. Inga underarter finns listade i Catalogue of Life.